# Championnats d'Europe de boxe amateur 1983
Navigation
Édition précédente Édition suivante
Les championnats d'Europe de boxe amateur 1983 sont la 25e édition des championnats d'Europe de boxe amateur. Elle se déroule à Varna, Bulgarie, du 7 au 15 mai 1983. 

## Résultats

### Podiums
| Catégories                    | Or                   | Argent            | Bronze                                   |
| Poids mi-mouches (-48 kg)     | Ivailo Marinov       | Salvatore Todisco | Beibout Yesshanov Mustafa Genç           |
| Poids mouches (-51 kg)        | Petar Lesov          | János Váradi      | Constantin Titoiu Rachit Kabirov         |
| Poids coqs (-54 kg)           | Yuriy Aleksandrov    | Sami Buzoli       | Klaus-Dieter Kirchstein Pavel Madura     |
| Poids plumes (-57 kg)         | Serik Nurkassov      | Plamen Kambusov   | Róbert Gönczi Frank Rauschning           |
| Poids légers (-60 kg)         | Emil Chuprenski      | Carlo Russolillo  | Tibor Puha Viktor Demyanenko             |
| Poids super-légers (-63,5 kg) | Vasiliy Shishov      | Mirko Puzovic     | Siegfried Mehnert Jordan Lessov          |
| Poids welters (-67 kg)        | Pyotr Galkin         | Luciano Bruno     | Mihai Ciubotaru Kieran Joyce             |
| Poids super-welters (-71 kg)  | Valeriy Laptev       | Ralf Hunger       | Mihail Takov Gheorghe Simion             |
| Poids moyens (-75 kg)         | Vladimir Melnik      | Doru Maricescu    | Henry Maske Nusret Redžepi               |
| Poids mi-lourds (-81 kg)      | Vitaliy Kozhanovskiy | Paweł Skrzecz     | Pero Tadić Eyüp Çiftçi                   |
| Poids lourds (-91 kg)         | Aleksandr Yagubkin   | Gyula Alvics      | Grzegorz Skrzecz Paul Golumbeanu         |
| Poids super-lourds (+91 kg)   | Francesco Damiani    | Ulli Kaden        | Aleksandr Miroshnichenko Petar Stoimenov |

### Tableau des médailles
| Place | Pays               | Médaille d'or, Europe | Médaille d'argent, Europe | Médaille de bronze, Europe | Total |
| ----- | ------------------ | --------------------- | ------------------------- | -------------------------- | ----- |
| 1     | Union soviétique   | 8                     | 0                         | 4                          | 12    |
| 2     | Bulgarie           | 3                     | 1                         | 3                          | 7     |
| 3     | Italie             | 1                     | 3                         | 0                          | 4     |
| 4     | Allemagne de l'Est | 0                     | 2                         | 4                          | 6     |
| 5     | Yougoslavie        | 0                     | 2                         | 2                          | 4     |
| 6     | Hongrie            | 0                     | 2                         | 1                          | 3     |
| 7     | Roumanie           | 0                     | 1                         | 4                          | 5     |
| 8     | Pologne            | 0                     | 1                         | 1                          | 2     |
| 9     | Tchécoslovaquie    | 0                     | 0                         | 2                          | 2     |
| 9     | Roumanie           | 0                     | 0                         | 2                          | 2     |
| 11    | Irlande            | 0                     | 0                         | 1                          | 1     |
| Total | 11 pays médaillés  | 12                    | 12                        | 24                         | 48    |